# Jan Pawlak (poseł)
Jan Pawlak (ur. 7 lipca 1922 w Charchowie, zm. 29 kwietnia 1981) – polski robotnik, poseł na Sejm PRL VII kadencji.

## Życiorys
Uzyskał wykształcenie podstawowe. W 1945 był traktorzystą w Technicznej Obsłudze Rolniczej w Raciborzu, a potem w PGR Strzybnik. Pracował też jako brygadzista w Raciborskiej Fabryce Kotłów. Należał do Polskiej Zjednoczonej Partii Robotniczej. W latach 1952–1956 był instruktorem jej Komitetu Powiatowego w Raciborzu, zasiadał też w plenum Komitetu Zakładowego partii. W 1976 uzyskał mandat posła na Sejm PRL w okręgu Rybnik. Zasiadał w Komisji Handlu Zagranicznego oraz w Komisji Mandatowo-Regulaminowej.
Zmarł 29 kwietnia 1981 i został pochowany na cmentarzu w Pawłowie.

## Odznaczenia
- Srebrny Krzyż Zasługi (1971)